# René Cougnenc
René Cougnenc (21 novembre 1954 - 19 juillet 1996) est un informaticien français.

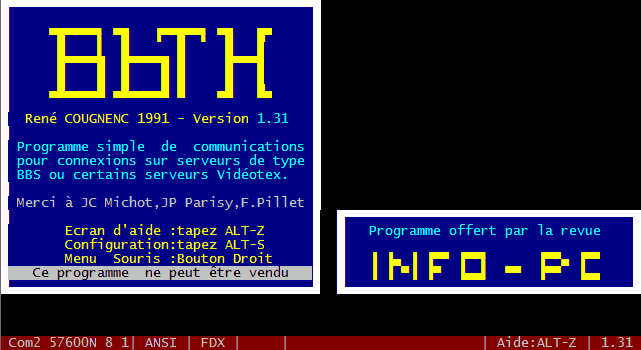
BbTH, écran de démarrage

## Biographie
Ingénieur du son de formation, ayant participé à ce titre à la création de radios libres à la fin des années 1970, il commence à être connu sur les BBS français dès leur création : il est un des piliers de Suptel, Modula BBS, Li'll BBS, QBBS… Il devient célèbre grâce à BbTH émulateur terminal et Minitel sous MS-DOS, utilisé alors par de nombreux utilisateurs de BBS.
Il développe également le logiciel Le Dico, un des premiers dictionnaires de français sous MS-DOS et sous Linux (il est toujours présent dans les distributions francophones).
Dès 1991, il fait connaître Linux sur les BBS francophones consacrés à Linux. Il met sa machine Renux à disposition de la communauté française et participe aux groupes de discussion sur Usenet. Il contribue par ses traductions de qualité remarquable (howtos, livres…) à la diffusion initiale de Linux en France.
Un de ses premiers travaux est la mise en place du Linux-Français-HOWTO, traduction et adaptation d'un des premiers HOW-TO pour Linux. Ce projet est probablement le plus ancien qui existe en France. Historiquement, les premiers documents ont été traduits par René Cougnenc au début des années 1992/1993, alors que Linux n'en était qu'à ses premiers balbutiements et était totalement inconnu du grand public.
Une fois le projet LDP officiellement lancé, Xavier Cazin s'est occupé de coordonner les équipes de traduction. Une liste de diffusion voyait le jour (traduc) et était hébergée sur la machine Renux appartenant à René. Lorsque Xavier diffusait les documents traduits, ils étaient envoyés depuis Renux sur le site de Jussieu ftp.lip6.fr (qui s'appelait à l'époque ftp.ibp.fr) grâce à l'aide de Rémy Card. 
René Cougnenc met fin à ses jours le 17 juillet 1996. La nouvelle a été annoncée sur le newsgroups fr.comp.os.linux, dont il était un participant très actif, aux contributions parfois sévères mais toujours justes et souvent drôles. Il a été incinéré au cimetière du Père-Lachaise et ses cendres dispersées au Jardin du souvenir.

## Hommage
Le 6 mars 2014, Tariq Krim remet au Ministère des Petites et Moyennes Entreprises, de l’Innovation et de l’Économie numérique numérique un rapport intitulé « Les développeurs, un atout pour la France » qu'il dédie à René Cougnenc.